# Плануаз

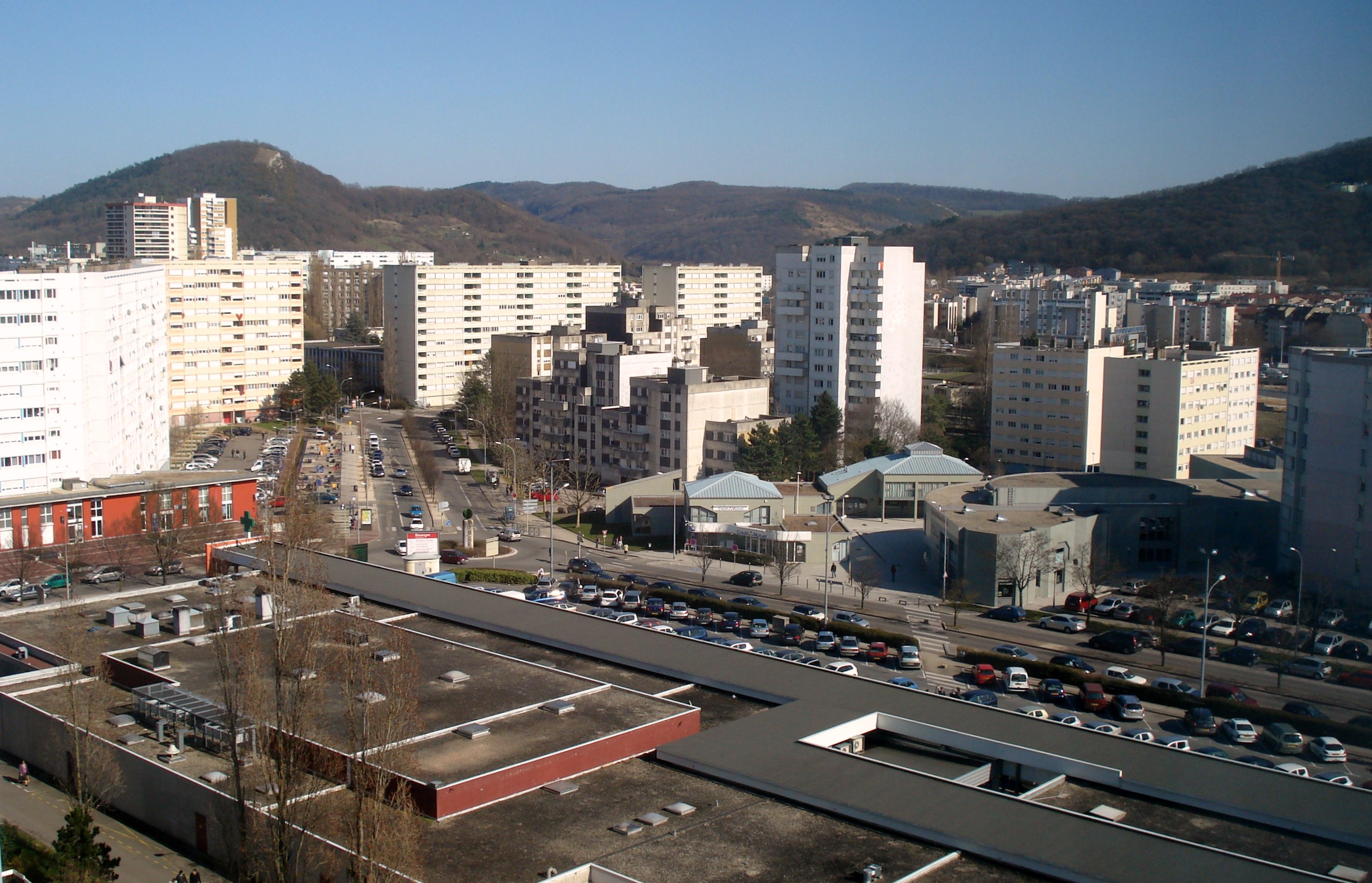
Плануаз, авеню д'Іль-де-Франс

Плануа́з (фр. Planoise) — найбільший район французького міста Безансон. Розташований на заході міста і займає приблизно 2,5 км ². На його території проживають понад 21 тисяч осіб, що становить близько 17% населення Безансона. За рахунок багатоповерхових будинків щільність населення в Плануазі сягає 8 700 чоловік на квадратний кілометр.

## Історія
Археологічні розкопки на території сьогоднішнього Плануаза виявили останки перших жителів цієї місцевості, які прийшли сюди понад 3 000 років до нашої ери.
На початку XX століття головною промисловістю в регіоні навколо Безансона було сільське господарство. Після двох світових воєн, військові дії яких практично обійшли сьогоднішній Плануаз стороною, сильний приріст населення призвів до рішення про будівництво нового житлового масиву. Будівельні роботи тривали з 1962 по 1985 рік, але перші мешканці завелись в Плануазі вже в 1968 році. Протягом 1970-х років у районі з'явилося безліч магазинів, церква і школа. У 1977 році населення Плануаза становило 12 тисяч чоловік.
Починаючи з другої половини 1980-х років в районі стали наростати типові для французьких новобудов того часу економічні і соціальні проблеми. Близько 40% населення у віці від 18 до 25 років були безробітними.
Під час масових заворушень у Франції в 2005 році Плануаз став одним із центрів подій. Було підпалено одну з будівель під назвою «Форум», при пожежі загинув Сала Гахам. У 2007 році було скоєно збройний напад малолітніми на водія автобуса, що призвело до страйку водіїв. Два роки по тому 14-річний юнак напав на поліцейського, який прибув за викликом, що призвело до масової бійки між жителями району та правоохоронцями.

## Географія
Плануаз знаходиться на заході Безансону й розташований між двома пагорбами — Плануаз (490 м) і Розмон (466 м). Через район протікає притока Сони Ду, за межами міста починаються ліси.
Сам район у свою чергу ділиться на сім так званих секторів.